# Alfred Agostinelli
Pour les articles homonymes, voir Agostinelli.
Alfred Agostinelli, né le 11 octobre 1888 à Monaco, mort accidentellement le 30 mai 1914  à Antibes, est le chauffeur, puis le secrétaire de Marcel Proust, et l'un des modèles du personnage d'Albertine dans À la recherche du temps perdu.

## Le rapport avec Proust
La première rencontre entre Proust et Agostinelli a lieu en août 1907 à Cabourg. Agostinelli est chauffeur de taxi, et emmènera Proust visiter la Normandie durant l’été, ainsi que l’été suivant.
En 1911, Agostinelli sollicite l'intervention de Proust pour faire entrer sa compagne, qu'il présente comme sa femme, au théâtre des Variétés.
En 1913, les deux hommes se retrouvent. Agostinelli a perdu son emploi et sollicite Proust pour être son chauffeur. L’écrivain, ayant déjà un chauffeur en la personne d’Odilon Albaret, le mari de Céleste, propose plutôt au jeune homme d’être son secrétaire et lui fait dactylographier ses manuscrits. Agostinelli et sa compagne, Anna Square, s’établissent alors chez Proust.
Les sentiments qu’éprouve Proust pour son secrétaire ne semblent pas payés de retour et Agostinelli s’enfuit à Monaco, chez son père, en décembre 1913. L’écrivain envoie son ami (et conseiller financier) Albert Nahmias (1886-1979) pour lui faire dire qu’il est prêt à payer n’importe quoi pour qu’il revienne. La transaction n’aboutit pas. Sachant Alfred féru d’aviation, Proust envisage de lui acheter un aéroplane, sur lequel il ferait graver les vers d'un sonnet de Stéphane Mallarmé : « Le vierge, le vivace et le bel aujourd'hui... ». Mais il n'aura pas le temps de mettre son projet à exécution : c’est précisément en avion, le 30 mai 1914, qu’Agostinelli s'écrase en mer pendant son deuxième vol en solitaire, au large d’Antibes, sous les yeux de sa compagne et de son frère. La tristesse de Proust s’étale alors dans ses lettres, puis dans son œuvre — il écrira par exemple à son ami Henry Bordeaux : « un être que j’aimais profondément est mort à 26 ans, noyé ».
Alfred Agostinelli est inhumé au cimetière de Caucade à Nice, « dans une tombe qui a été sauvée de la démolition par un professeur niçois spécialiste de Proust, Jean-Marc Quaranta ».
Jean-Marc Quaranta relate cette relation dans son ouvrage Un amour de Proust, paru en 2021